# Talayot de Binifat
Le talayot de Binifat est un talayot situé dans la municipalité de Sencelles sur l'île de Majorque dans l'archipel des Baléares en Espagne. L'édifice, daté de l'âge du fer, appartient à la culture talayotique.

## Description
Le talayot de Binifat est de forme circulaire. Il mesure environ 15 m de diamètre et il est conservé sur environ 4 m de hauteur. Il possède une unique ouverture à l'ouest donnant accès dans une salle intérieure dont la colonne centrale, destinée à supporter le toit de l'édifice, a disparu.
L'édifice devait être inclus dans un village mais aucun autre vestige n'a été découvert à ce jour.